# Каравали але

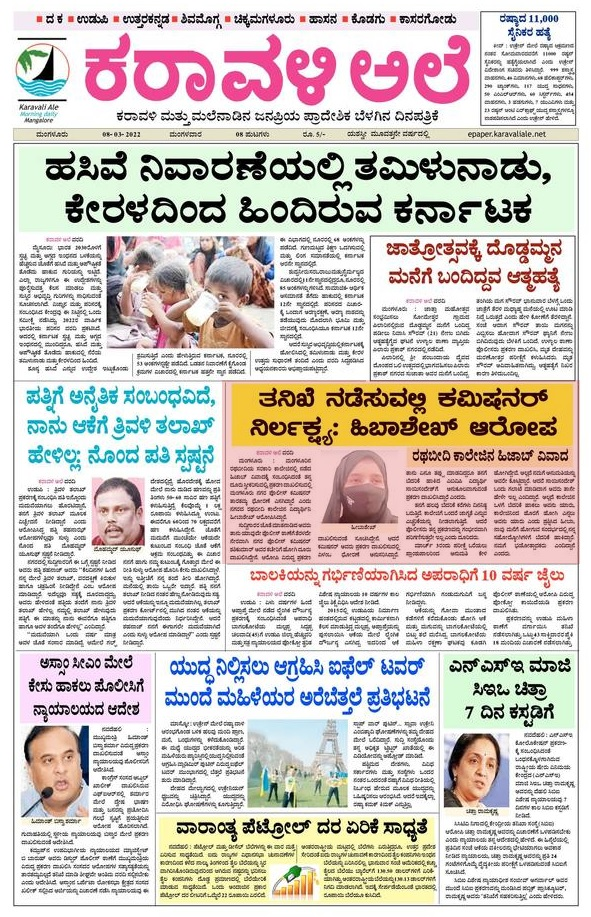

«Каравали але» (канн. ಕರಾವಳಿ ಅಲೆ — «Береговые волны»; Karavali Ale) — индийская ежедневная газета на языке каннада. Издаётся в прибрежной части штата Карнатака: в Южной Каннаде и округе Удипи. Основана в 1992 году Б. В. Ситарамом и Рохини Ситарам.
В родственные издания «Каравали але» входят газеты «Каннада джанантаранга» и The Canara Times.
Сотрудники «Каравали але» неоднократно подвергались нападениям, продажи газеты несколько раз срывались. Также имелись случаи нападения на главный офис «Каравали але», которые получили осуждение Индийского газетного общества и Совета по прессе Индии. С конца 2008 по начало 2009 года Б. В. Ситарам находился под арестом по делу о клевете.
В 2010 году окружной комитет по защите детей Южной Каннады наградил «Каравали але» премией «Лучшая газета, информирующая о правах детей». Награду представила председатель Комиссии по защите прав ребёнка штата Карнатака Нина Наяк.